# Natação nos Jogos Olímpicos de Verão da Juventude de 2010 - 50 m borboleta masculino
As provas dos 50 metros mariposa/borboleta masculino da natação nos Jogos Olímpicos de Verão da Juventude de 2010 foram realizadas nos dias 18 e 19 de agosto, na Escola dos Desportos, em Cingapura. 22 nadadores estavam inscritos neste evento.

## Medalhistas
| Ouro   | UKR Andrii Govorov  |
| Prata  | KOR Chang Gyu-Cheol |
| Bronze | ITA Tommaso Romani  |

## Eliminatórias

### Eliminatória 1
| Pos. | Raia | Nome                       | País                      | Tempo | Notas      |
| ---- | ---- | -------------------------- | ------------------------- | ----- | ---------- |
| 1    | 4    | Pedro Antonio Costa        | BRA Brasil                | 24.98 | Q          |
| 2    | 3    | Sun Bowei                  | CHN China                 | 25.52 | Q          |
| 3    | 5    | Murray McDougall           | RSA África do Sul         | 25.5  | Q          |
| 4    | 6    | Perry Lindo                | AHO Antilhas Neerlandesas | 26.50 | Q          |
| 5    | 2    | Juwel Ahmed                | BAN Bangladesh            | 28.66 | Q          |
| 6    | 7    | Jeremy Joint Riong         | BRU Brunei                | 30.68 |            |
|      | 1    | Ralph Benjamin Teiko Quaye | GHA Gana                  |       | Não largou |

### Eliminatória 2
| Pos. | Raia | Nome                 | País         | Tempo | Notas |
| ---- | ---- | -------------------- | ------------ | ----- | ----- |
| 1    | 4    | Tommaso Romani       | ITA Itália   | 25.15 | Q     |
| 2    | 5    | Kevin Leithold       | GER Alemanha | 25.24 | Q     |
| 3    | 6    | Jonathan Ponson      | ARU Aruba    | 25.59 | Q     |
| 4    | 1    | Armando Moss         | BAH Bahamas  | 26.46 | Q     |
| 5    | 3    | Juan Manuel Arbeláez | COL Colômbia | 26.64 | Q     |
| 6    | 2    | Omar Mithqal         | JOR Jordânia | 27.04 | Q     |
| 7    | 7    | Daniel Lee           | BOT Botsuana | 28.70 |       |

### Eliminatória 3
| Pos. | Raia | Nome                  | País                  | Tempo | Notas |
| ---- | ---- | --------------------- | --------------------- | ----- | ----- |
| 1    | 4    | Andrii Govorov        | UKR Ucrânia           | 23.67 | Q     |
| 2    | 5    | Chang Gyu-Cheol       | KOR Coreia do Sul     | 24.72 | Q     |
| 3    | 3    | Cadell Lyons          | TRI Trinidad e Tobago | 25.02 | Q     |
| 4    | 6    | Sheng Jun Pang        | SIN Singapura         | 25.63 | Q     |
| 5    | 2    | Oriol Cunat Rodriguez | AND Andorra           | 26.55 | Q     |
| 6    | 7    | Adrian Todd           | BOT Botsuana          | 28.69 |       |
| 7    | 8    | Ham Sserunjogi        | UGA Uganda            | 31.07 |       |
| 8    | 1    | Robel Habte           | ETH Etiópia           | 32.20 |       |

## Semifinais

### Semifinal 1
| Pos. | Raia | Nome                 | País                      | Tempo | Notas           |
| ---- | ---- | -------------------- | ------------------------- | ----- | --------------- |
| 1    | 4    | Chang Gyu-Cheol      | KOR Coreia do Sul         | 24.63 | Q               |
| 2    | 5    | Cadell Lyons         | TRI Trinidad e Tobago     | 24.90 | Q               |
| 3    | 3    | Kevin Leithold       | GER Alemanha              | 24.92 | Q               |
| 4    | 6    | Murray McDougall     | RSA África do Sul         | 25.24 | Q               |
| 5    | 7    | Perry Lindo          | AHO Antilhas Neerlandesas | 26.17 |                 |
| 6    | 1    | Juan Manuel Arbeláez | COL Colômbia              | 26.31 |                 |
| 7    | 8    | Juwel Ahmed          | BAN Bangladesh            | 28.19 |                 |
|      | 2    | Sheng Jun Pang       | SIN Singapura             |       | Desclassificado |

### Semifinal 2
| Pos. | Raia | Nome                  | País         | Tempo | Notas |
| ---- | ---- | --------------------- | ------------ | ----- | ----- |
| 1    | 4    | Andrii Govorov        | UKR Ucrânia  | 23.46 | Q     |
| 2    | 3    | Tommaso Romani        | ITA Itália   | 24.93 | Q     |
| 3    | 5    | Pedro Antonio Costa   | BRA Brasil   | 25.02 | Q     |
| 4    | 6    | Sun Bowei             | CHN China    | 25.12 | Q     |
| 5    | 2    | Jonathan Ponson       | ARU Aruba    | 25.51 |       |
| 6    | 7    | Armando Ross          | BAH Bahamas  | 26.40 |       |
| 7    | 1    | Oriol Cunat Rodriguez | AND Andorra  | 26.42 |       |
| 8    | 8    | Omar Mithqal          | JOR Jordânia | 26.59 |       |

## Final
| Pos.              | Raia | Nome                | País                  | Tempo | Notas |
| ----------------- | ---- | ------------------- | --------------------- | ----- | ----- |
| Medalha de ouro   | 4    | Andrii Govorov      | UKR Ucrânia           | 23.64 |       |
| Medalha de prata  | 5    | Chang Gyu-Cheol     | KOR Coreia do Sul     | 24.05 |       |
| Medalha de bronze | 2    | Tommaso Romani      | ITA Itália            | 24.80 |       |
| 4                 | 7    | Pedro Antonio Costa | BRA Brasil            | 24.81 |       |
| 5                 | 3    | Cadell Lyons        | TRI Trinidad e Tobago | 24.88 |       |
| 6                 | 1    | Sun Bowei           | CHN China             | 25.20 |       |
| 7                 | 8    | Murray McDougall    | RSA África do Sul     | 25.22 |       |
| 8                 | 6    | Kevin Leithold      | GER Alemanha          | 26.37 |       |